# بیل گیلیگان
بیل گیلیگان (انگلیسی: Bill Gilligan؛ زادهٔ ۵ اوت ۱۹۵۴) یک مربی هاکی روی یخ اهل ایالات متحده آمریکا است.